# Saison 2016 des Pirates de Pittsburgh
La saison 2016 des Pirates de Pittsburgh est la 135e saison de cette franchise et sa 130e en Ligue majeure de baseball.
Les Pirates jouent le 3 avril 2016 le premier match de la saison 2016 du baseball majeur en accueillant en après-midi les Cardinals de Saint-Louis au PNC Park de Pittsburgh.

## Contexte
Gagnants de 98 matchs contre 64 défaites en 2015, le second plus haut total du baseball majeur, les Pirates remportent 10 parties de plus que la saison précédente et signent leur meilleure saison depuis 1991. Devancés seulement par les Cardinals de Saint-Louis et leurs 100 victoires, les Pirates se classent seconds de la division Centrale de la Ligue nationale, obtenant leur 3e qualification en autant d'années pour les séries éliminatoires en tant que meilleurs deuxièmes. Leur belle saison prend fin abruptement lorsqu'ils sont blanchis et éliminés par les Cubs de Chicago lors du match de meilleur deuxième qui lance les éliminatoires.

## Calendrier pré-saison
L'entraînement de printemps 2016 des Pirates se déroule du 29 février au 2 avril.

## Saison régulière
La saison régulière de 162 matchs des Pirates se déroule du 3 avril au 2 octobre 2016. Le premier match de la saison 2016 du baseball majeur est joué au PNC Park de Pittsburgh entre les Pirates et les Cardinals de Saint-Louis dans l'après-midi du 3 avril.
Les Pirates disputeront exceptionnellement deux matchs de leur saison régulière au stade Hiram Bithorn de San Juan, à Porto Rico, les 30 et 31 mai 2016. Leurs adversaires, les Marlins de Miami, seront considérés l'équipe « locale » pour ces deux rencontres. La « journée Roberto Clemente », habituellement célébrée en septembre, sera observée à cette occasion le 31 mai, profitant de cette visite dans le pays natal de l'ancien joueur.

### Classement
| Ligue nationale division Centrale | V   | D  | %    | Diff. | Diff. (séries) |
| --------------------------------- | --- | -- | ---- | ----- | -------------- |
| Cubs de Chicago                   | 103 | 58 | ,640 | -     | -              |
| Cardinals de Saint-Louis          | 86  | 76 | ,531 | 17½   | 1              |
| Pirates de Pittsburgh             | 78  | 83 | ,484 | 25    | 8½             |
| Brewers de Milwaukee              | 73  | 89 | ,451 | 30½   | 14             |
| Reds de Cincinnati                | 68  | 94 | ,420 | 35½   | 19             |

## Affiliations en ligues mineures
| Niveau            | Équipe                              | Ligue                      |
| ----------------- | ----------------------------------- | -------------------------- |
| AAA               | Indians d'Indianapolis              | Ligue internationale       |
| AA                | Curve d'Altoona                     | Eastern League             |
| A-Advanced        | Marauders de Bradenton              | Ligue de l'État de Floride |
| A                 | West Virginia Power                 | South Atlantic League      |
| A (saison courte) | Black Bears de Virginie-Occidentale | New York - Penn League     |
| Ligue des recrues | Pirates de Bristol                  | Appalachian League         |
| Ligue des recrues | Gulf Coast League Pirates           | Gulf Coast League          |
| Ligue des recrues | DSL Pirates                         | Dominican Summer League    |